# Интегрин альфа-2
Интегрин альфа-2 (α2, CD49b) — мембранный белок, гликопротеин из надсемейства интегринов, продукт гена ITGA2, коллаген-связывающий рецептор.

## Функции
Интегрин альфа-2/бета-1, (α2β1, называемый также англ. very late antigen-2, VLA-2) является рецептором для ламинина, коллагена, коллагеновых C-пропептидов, фибронектина и E-кадгерина. Распознаёт пролин-гидроксилированную последовательность (G-F-P-G-E-R) в коллагене. Отвечает за адгезию тромбоцитов и других клеток к коллагену, модулирование экспрессии генов коллагена и коллагеназы, участвует в организации синтезированного внеклеточного матрикса. 
Взаимодействует с внутриклеточными белкоми HPS5 и RAB21. Является рецептором белков оболочки эховирусов и некоторых других вирусов.

## Структура
Интегрин альфа-2 — крупный белок, состоит из 1152 аминокислот, молекулярная масса белковой части — 129,3 кДа. N-концевой участок (1103 аминокислоты) является внеклеточным, далее расположен единственный трансмембранный фрагмент и короткий внутриклеточный фрагмент (27 аминокислот). Внеклеточный фрагмент включает 7 FG-GAP повторов, VWFA домен, от 1 до 10 участков N-гликозилирования. Цитозольный участок включает GFFKR мотив и участок фосфорилирования по треонину. 
Интегрин альфа-2 относится к интегринам с I-доменом (VWFA домен), которые не подвергаются ограниченному протеолизу в процессе созревания.

## См.также
- Интегрины
- Кластер дифференцировки